# 白斑笋螺
白斑笋螺（学名：Terebra guttata），是新腹足目笋螺科笋螺属的一种。主要分布于印度尼西亚、中国大陆、台湾，常栖息在低潮线至水深数米。
其种加词“guttata”意为“点状纹样的”。